# Nota Vyx
La Nota Vyx è stata una comunicazione, scritta il 20 marzo 1919 dal delegato dell'Intesa in Ungheria, il tenente colonnello francese Ferdinand Vyx (o Vix), indirizzata al governo ungherese di Mihály Károlyi con l'intenzione di concedere maggiore territorio ai paesi confinanti con l'Ungheria, rispetto ai territori concordati precedentemente con l'Armistizio di Belgrado. La dichiarazione causò le dimissioni del governo filo-occidentale di Mihály Károlyi e la formazione di un nuovo governo filorusso, guidato da Sándor Garbai, che proclamò la Repubblica Sovietica Ungherese.

## Contesto
Dopo la rivoluzione dei crisantemi del 30 ottobre 1918, a Budapest si costituì un nuovo governo di coalizione delle forze più progressiste ungheresi. Il nuovo governo, guidato da Mihály Károlyi, decise di non accettare l'Armistizio di Villa Giusti firmato dai rappresentanti austro-ungarico a Padova e di cercare un accordo più favorevole direttamente con i rappresentanti militari della Triplice intesa presenti sul fronte balcanico. In particolare, a causa del persistere del conflitto tra le potenze dell'Intesa contro la Germania, l'Armistizio di Villa Giusti a Padova avrebbe obbligato l'Ungheria a lasciar transitare sul proprio territorio le truppe alleate dell'Intesa presenti nei Balcani per raggiungere la Germania. Il ruolo di passaggio del territorio ungherese da parte di eserciti provenienti da paesi balcanici meridionali, quali Cecoslovacchia, Romania e Jugoslavia, contro cui l'Ungheria era stata in conflitto, allarmò il governo Károlyi preoccupato di ritorsioni.
Dopo la firma di un armistizio separato a Belgrado tra il Governo ungherese e l'Intesa, fu inviata a Budapest una commissione francese di controllo, guidata da Vix e composta da 57 soldati, per vigilare il rispetto dei termini. Uno dei punti più importanti dell'accordo prevedeva la giurisdizione ungherese nei territori che erano da occupare (per un possibile attacco contro la Germania), fino alla conferenza di pace che avrebbe stabiliti i territori assegnati. Oltre questo, si stabilì la smobilitazione dell'esercito ungherese ad eccezione di sei divisioni di fanteria ed una di cavalleria; inoltre l'Ungheria dovette impegnarsi nel scacciare le truppe tedesche e rompere le relazioni diplomatiche con la Germania. Infine, gli alleati hanno inoltre convenuto di non interferire negli affari interni ungheresi e di cessare le ostilità.

## Delusione ungherese
Nonostante fosse un accordo favorevole agli interessi territoriali ungheresi, sia per il governo Karolyi che per i paesi limitrofi, improvvisamente il caos degli eserciti Alleati in Europa orientale fece sì che la relazione con gli ungheresi degenerasse rapidamente.
A Parigi senza consultare gli altri paesi alleati, la Francia sostenne la richiesta del rappresentante cecoslovacco Edvard Beneš di esigere l'evacuazione ungherese della Slovacchia, quasi in contemporanea con l'arrivo di Vix a Budapest. Quest'ultimo ricevette la notizia il 2 dicembre 1918 insieme con l'ordine di Parigi di non riconoscere il nuovo governo. Fedele agli ordini ricevuti, Vix comunicò la richiesta francese al governo ungherese, considerandolo come una istituzione provvisoria. Vix non mancò, però, di protestare di fronte ai suoi superiori per la situazione imbarazzante legata alla violazione degli accordi sottoscritti con gli ungheresi.
Il 6 dicembre 1918 la situazione di Vix si complicò a causa dell'intenzione dell'esercito francese in Romania di permettere all'esercito rumeno di superare il confine stabilito dell'armistizio di Belgrado e permettergli di occupare parte della Transilvania. Vix comunicò immediatamente la notizia al Governo ungherese, e trasmise la sua denuncia ai suoi superiori a Belgrado, chiedendo la revoca del consiglio di sorveglianza ormai superfluo in seguito alla palese violazione dell'Armistizio di Belgrado. Il 23 dicembre 1918, il rappresentante cecoslovacco in Ungheria, Milan Hodža, comunicò al governo ungherese la decisione degli Alleati circa la delimitazione del confine tra i due paesi.
Nonostante il presunto chiarimento della catena di comando per l'Ungheria a fine gennaio 1919, la situazione reale rimase confusa

## Ultimatum e caduta del governo
Il 26 febbraio 1919 il Consiglio alleato di Parigi decise di retrocedere la linea di demarcazione tra gli eserciti ungheresi e rumeni di 72 km a favore di questi ultimi, con l'intenzione di porre fine ai disordini che affliggevano la regione. Una zona neutra sarebbe dovuta seguire all'area occupata dai romeni.
La vera ragione per del cambiamento delle frontiere (teoricamente temporanee) era il piano del maresciallo Ferdinand Foch di creare un fronte anti-sovietico, per il quale era necessario il controllo delle ferrovie ungheresi, che sarebbero rimaste nelle sue mani con la nuova organizzazione territoriale. Anche se il piano di Foch fu poi scartato, fu ordinato di procedere con il cambio di confine. Coinvolto nel groviglio di ordini e interessi contraddittori, Vix decise di recuperare l'autorità presentando un ultimatum al governo Károlyi. Comunicata la decisione degli Alleati il 12 febbraio 1919, decise le condizioni da applicare, richiedendo l'inizio della evacuazione ungherese il 23 febbraio e dando 10 giorni come tempo massimo. Il 20 febbraio presentò questo ultimatum, richiedendo una risposta entro 30 ore. Karoly rifiutò immediatamente la nuova proposta alleata e anche i consiglieri militari del ministro della difesa concordarono sul rifiuto, suggerendo di chiedere l'aiuto sovietico per difendere il paese. Il giorno successivo (21 marzo 1919) Károlyi annunciava ufficialmente il rifiuto ungherese ai nuovi confini, comunicava le sue dimissioni e la formazione di un nuovo governo di coalizione di socialdemocratici e comunisti di Béla Kun. Nello stesso giorno, fu proclamata la Repubblica sovietica ungherese.
Il 26 marzo 1919 la delegazione alleata abbandonò Budapest, lasciando dietro di sé un governo che aveva cercato di impedire a tutti i costi.